# Football League Trophy 2011-2012
Il Football League Trophy 2011-2012 è stata la 31ª edizione della manifestazione calcistica. È iniziata il 31 agosto 2011 e si è conclusa il 25 marzo 2012.
La finale di Wembley ha visto la vittoria del Chesterfield sullo Swindon Town.

## Squadre Partecipanti

### Primo Turno

#### Sezione Nord
-  Accrington Stanley
-  Bradford City
-  Burton Albion
-  Bury
-  Carlisle Utd
-  Crewe Alexandra
-  Hartlepool Utd
-  Huddersfield Town
-  Northampton Town
-  Port Vale
-  Scunthorpe Utd
-  Sheffield Utd
-  Sheffield Weds
-  Shrewsbury Town
-  Tranmere
-  Walsall

#### Sezione Sud
-  Barnet
-  Bournemouth
-  Brentford
-  Bristol Rovers
-  Cheltenham Town
-  Colchester Utd
-  Crawley Town
-  Dag & Red
-  Exeter City
-  Hereford Utd
-  Leyton Orient
-  MK Dons
-  Plymouth
-  Southend Utd
-  Torquay Utd
-  Wycombe

### Secondo Turno
- 16 club vincitori del primo turno

#### Sezione Nord
-  Chesterfield
-  Macclesfield Town
-  Morecambe
-  Notts County
-  Oldham Athletic
-  Preston N.E.
-  Rochdale
-  Rotherham Utd

#### Sezione Sud
-  AFC Wimbledon
-  Aldershot Town
-  Charlton
-  Gillingham
-  Oxford Utd
-  Stevenage
-  Swindon Town
-  Yeovil Town

## Calendario

### Primo Turno
Il sorteggio del primo turno di coppa ha avuto luogo il 13 agosto 2011. Sedici squadre passano al turno successivo, le restanti 32 sono divise in quattro aree geografiche distinte. 

#### Sezione Nord

##### Nord-Ovest
| Squadra 1          | Risultato       | Squadra 2       |
| ------------------ | --------------- | --------------- |
| Bury               | 0 - 0 (2-4 dcr) | Crewe Alexandra |
| Tranmere           | 1 - 1 (4-2 dcr) | Port Vale       |
| Walsall            | 2 - 1           | Shrewsbury Town |
| Accrington Stanley | 3 - 2           | Carlisle Utd    |

##### Nord-Est
| Squadra 1        | Risultato       | Squadra 2         |
| ---------------- | --------------- | ----------------- |
| Scunthorpe Utd   | 2 - 0           | Hartlepool Utd    |
| Bradford City    | 0 - 0 (3-1 dcr) | Sheffield Weds    |
| Northampton Town | 1 - 2           | Huddersfield Town |
| Burton Albion    | 1 - 2           | Sheffield Utd     |

#### Sezione Sud

##### Sud-Ovest
| Squadra 1       | Risultato       | Squadra 2      |
| --------------- | --------------- | -------------- |
| Bournemouth     | 4 - 1           | Hereford Utd   |
| Cheltenham Town | 2 - 1           | Torquay Utd    |
| Exeter City     | 1 - 1 (3-0 dcr) | Plymouth       |
| Wycombe         | 3 - 1           | Bristol Rovers |

##### Sud-Est
| Squadra 1      | Risultato         | Squadra 2    |
| -------------- | ----------------- | ------------ |
| MK Dons        | 3 - 3 (3-4 dcr)   | Brentford    |
| Colchester Utd | 1 - 3             | Barnet       |
| Leyton Orient  | 1 - 1 (13-14 dcr) | Dag & Red    |
| Southend Utd   | 1 - 0             | Crawley Town |

### Secondo Turno
Il secondo turno è stato sorteggiato il 3 di settembre 2011. Gli incontri hanno avuto luogo a partire dal 3 di ottobre dello stesso anno. 

#### Sezione Nord

##### Nord-Ovest
| Squadra 1          | Risultato       | Squadra 2         |
| ------------------ | --------------- | ----------------- |
| Accrington Stanley | 0 - 1           | Tranmere          |
| Morecambe          | 2 - 2 (6-7 dcr) | Preston N.E.      |
| Crewe Alexandra    | 1 - 0           | Macclesfield Town |
| Rochdale           | 1 - 1 (3-1 dcr) | Walsall           |

##### Nord-Est
| Squadra 1         | Risultato       | Squadra 2       |
| ----------------- | --------------- | --------------- |
| Rotherham Utd     | 1 - 2           | Sheffield Utd   |
| Scunthorpe Utd    | 0 - 1           | Oldham Athletic |
| Notts County      | 1 - 3           | Chesterfield    |
| Huddersfield Town | 2 - 2 (3-4 dcr) | Bradford City   |

#### Sezione Sud

##### Sud-Ovest
| Squadra 1      | Risultato | Squadra 2       |
| -------------- | --------- | --------------- |
| Bournemouth    | 3 - 2     | Yeovil Town     |
| Wycombe        | 1 - 3     | Cheltenham Town |
| Aldershot Town | 1 - 2     | Oxford Utd      |
| Exeter City    | 1 - 2     | Swindon Town    |

##### Sud-Est
| Squadra 1     | Risultato       | Squadra 2    |
| ------------- | --------------- | ------------ |
| AFC Wimbledon | 2 - 2 (4-3 dcr) | Stevenage    |
| Charlton      | 0 - 3           | Brentford    |
| Gillingham    | 1 - 3           | Barnet       |
| Dag & Red     | 1 - 3           | Southend Utd |

### Quarti di Finale
l'8 ottobre 2011 vengono sorteggiati gli incontri per i quarti di finale. Gli incontri hanno avuto luogo a partire dall'8 novembre 2011. 

#### Sezione Nord
| Squadra 1       | Risultato       | Squadra 2       |
| --------------- | --------------- | --------------- |
| Rochdale        | 1 - 1 (2-4 dcr) | Preston N.E.    |
| Chesterfield    | 4 - 3           | Tranmere        |
| Sheffield Utd   | 1 - 1 (5-6 dcr) | Bradford City   |
| Oldham Athletic | 3 - 1           | Crewe Alexandra |

#### Sezione Sud
| Squadra 1       | Risultato       | Squadra 2     |
| --------------- | --------------- | ------------- |
| Swindon Town    | 1 - 1 (3-1 dcr) | AFC Wimbledon |
| Cheltenham Town | 0 - 2           | Barnet        |
| Oxford Utd      | 0 - 1           | Southend Utd  |
| Brentford       | 6 - 0           | Bournemouth   |

### Semifinali
Le semifinali hanno avuto luogo a partire dal 5 dicembre 2011, come stabilito dal sorteggio del 12 novembre 2011.

#### Sezione Nord
| Squadra 1       | Risultato       | Squadra 2     |
| --------------- | --------------- | ------------- |
| Oldham Athletic | 2 - 0           | Bradford City |
| Preston N.E.    | 1 - 1 (2-4 dcr) | Chesterfield  |

#### Sezione Sud
| Squadra 1    | Risultato       | Squadra 2    |
| ------------ | --------------- | ------------ |
| Southend Utd | 1 - 2           | Swindon Town |
| Barnet       | 0 - 0 (5-3 dcr) | Brentford    |

### Finali
Le due finali di sezione, necessarie per stabilire le finaliste della competizione, vengono disputate il 10 e il 17 gennaio 2012 per le gare d'andata, il 30 gennaio e il 7 febbraio per le gare di ritorno. 

#### Sezione Nord
| Squadra 1    | Totale | Squadra 2       | Andata | Ritorno |
| ------------ | ------ | --------------- | ------ | ------- |
| Chesterfield | 3 - 1  | Oldham Athletic | 2 - 1  | 1 - 0   |

#### Sezione Sud
| Squadra 1 | Totale | Squadra 2    | Andata | Ritorno |
| --------- | ------ | ------------ | ------ | ------- |
| Barnet    | 1 - 2  | Swindon Town | 1 - 1  | 0 - 1   |

### Finalissima
| Arbitro: | Anthony Bates |

|                                  |           |  |
| Risser 47’ (aut.) Westcarr 90+4’ | Marcatori |  |